# Lukas Tulovic

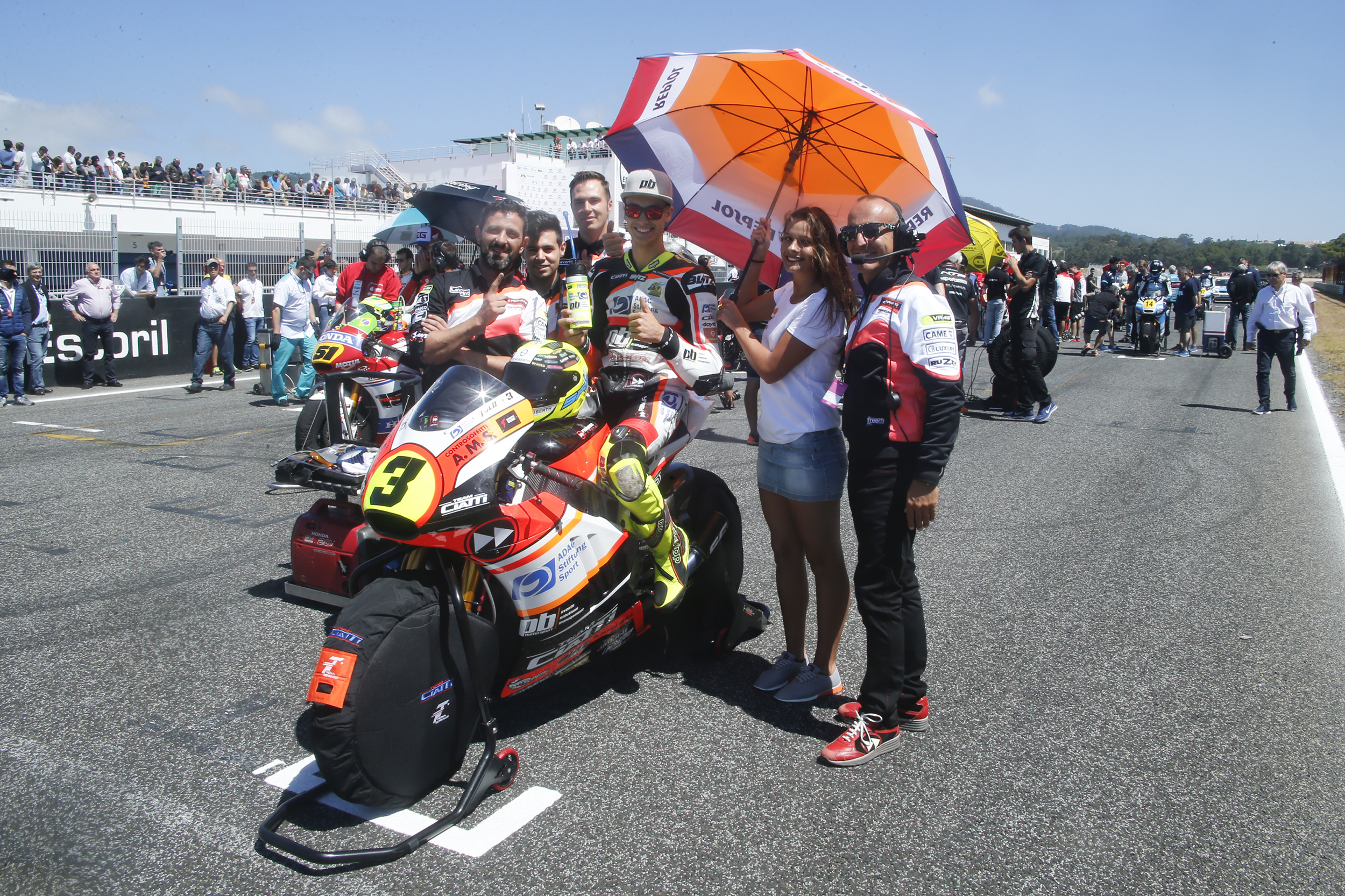
Lukas Tulovic in 2017.

Lukas Tulovic (Eberbach, 15 juni 2000) is een Duits motorcoureur.

## Carrière
Tulovic begon zijn motorsportcarrière in 2006. In 2015 maakte hij zijn internationale debuut in de laatste twee raceweekenden van het Europese Moto2-kampioenschap op een FTR, waarin hij in geen enkele race aan de finish kwam. In 2016 reed hij het volledige seizoen in deze klasse, alhoewel hij voor de laatste twee races op het Circuito Permanente de Jerez en het Circuit Ricardo Tormo Valencia overstapte naar een Kalex. In deze twee races scoorde hij zijn enige punten met een dertiende en een negende plaats. Met 10 punten eindigde hij op plaats 23 in het kampioenschap.
In 2017 kende Tulovic een beter seizoen in de Europese Moto2 op een Kalex. Hij behaalde de pole position op het Autódromo do Estoril, waar hij ook zijn beste racefinish behaalde met een vierde plaats. Met 57 punten werd hij negende in de eindstand. In 2018 stapte hij over naar een Tech 3, waarmee hij op Estoril en het Circuit de Barcelona-Catalunya tweemaal op het podium stond. Hierdoor werd hij met 80 punten achtste in het klassement. Dat jaar maakte hij ook zijn debuut in de Moto2-klasse van het wereldkampioenschap wegrace op een KTM tijdens de races in Spanje en Frankrijk als vervanger van de geblesseerde Dominique Aegerter. In de seizoensfinale in Valencia keerde hij terug op een Suter als vervanger van de geblesseerde Stefano Manzi. Twee twintigste plaatsen waren zijn beste klasseringen in deze races.
In 2019 maakte Tulovic zijn debuut als fulltime coureur in het wereldkampioenschap Moto2, waarin hij opnieuw op een KTM reed. Hij was de enige coureur in een team met financiële problemen en kende mede daardoor een lastig seizoen. Enkel in de TT van Assen wist hij tot scoren te komen met een dertiende positie in de race. Met drie punten eindigde hij op plaats 29 in het kampioenschap.
In 2020 moest Tulovic op zoek naar een nieuw zitje nadat zijn team Kiefer Racing uit de Moto2 stapte. Hij zou dat jaar oorspronkelijk deelnemen aan het wereldkampioenschap Supersport bij Kiefer, maar dit project ging vanwege financiële problemen niet door. Hij vond uiteindelijk onderdak bij het team van Tech 3 in de MotoE. Zijn beste resultaat was hier een vierde plaats in de seizoensopener in Spanje. Met 39 punten werd hij elfde in het klassement. Daarnaast keerde hij terug naar de Europese Moto2 op een Kalex, waarin hij in de seizoensopener op Estoril een podiumplaats behaalde. Hier werd hij met 46 punten veertiende in de eindstand.
In 2021 rijdt Tulovic een dubbel programma in de Europese Moto2 en in de MotoE. In de Europese Moto2 reed hij op een Kalex en behaalde hij een podiumplaats in Estoril en twee podiumfinishes in Barcelona. In de MotoE behaalde hij zijn eerste Grand Prix-zege in de Grand Prix van Oostenrijk.

## Statistieken

### Grand Prix

#### Per seizoen
| Seizoen | Klasse | Motor    | Team                           | Races | Winst | Podiums | Poles | SR | Ptn | Pos |
| ------- | ------ | -------- | ------------------------------ | ----- | ----- | ------- | ----- | -- | --- | --- |
| 2018    | Moto2  | KTM      | Kiefer Racing                  | 2     | 0     | 0       | 0     | 0  | 0   | 38e |
| 2018    | Moto2  | Suter    | Forward Racing Team            | 1     | 0     | 0       | 0     | 0  | 0   | 38e |
| 2019    | Moto2  | KTM      | Kiefer Racing                  | 19    | 0     | 0       | 0     | 0  | 3   | 29e |
| 2020    | MotoE  | Energica | Tech3 E-Racing                 | 7     | 0     | 0       | 0     | 0  | 39  | 11e |
| 2021    | MotoE  | Energica | Tech3 E-Racing                 | 7     | 1     | 1       | 0     | 0  | 62  | 8e  |
| 2022    | MotoE  | Energica | WithU GRT RNF MotoE Team       | 2     | 0     | 0       | 0     | 0  | 10  | 19e |
| 2023    | Moto2  | Kalex    | Liqui Moly Husqvarna Intact GP | 16    | 0     | 0       | 0     | 0  | 12  | 24e |
| 2024*   | MotoE  | Ducati   | Dynavolt Intact GP MotoE       | 14    | 0     | 0       | 0     | 0  | 111 | 11e |
| Totaal  | Totaal | Totaal   | Totaal                         | 68    | 1     | 1       | 0     | 0  | 237 |     |

#### Per klasse
| Klasse | Seizoenen             | 1e GP       | 1e podium       | 1e winst        | Races | Winst | Podiums | Poles | SR | Ptn | Kampioen |
| ------ | --------------------- | ----------- | --------------- | --------------- | ----- | ----- | ------- | ----- | -- | --- | -------- |
| Moto2  | 2018-2019, 2023       | Spanje 2018 |                 |                 | 38    | 0     | 0       | 0     | 0  | 15  | 0        |
| MotoE  | 2020-2022, 2024-heden | Spanje 2020 | Oostenrijk 2021 | Oostenrijk 2021 | 30    | 1     | 1       | 0     | 0  | 222 | 0        |
| Totaal | 2018-heden            | 2018-heden  | 2018-heden      | 2018-heden      | 68    | 1     | 1       | 0     | 0  | 237 | 0        |

#### Races per jaar
(vetgedrukt betekent pole positie; cursief betekent snelste ronde)
| Jaar | Klasse | Motor    | 1       | 2       | 3       | 4        | 5        | 6       | 7       | 8       | 9      | 10      | 11     | 12      | 13      | 14     | 15      | 16      | 17     | 18     | 19      | 20      | Pos | Ptn |
| ---- | ------ | -------- | ------- | ------- | ------- | -------- | -------- | ------- | ------- | ------- | ------ | ------- | ------ | ------- | ------- | ------ | ------- | ------- | ------ | ------ | ------- | ------- | --- | --- |
| 2018 | Moto2  | KTM      | QAT     | ARG     | AME     | SPA 20   | FRA 23   | ITA     | CAT     | NED     | DUI    | TSJ     | OOS    | GBR     | SMR     | ARA    | THA     | JPN     | AUS    | MAL    |         |         | 38  | 0   |
| 2018 | Moto2  | Suter    |         |         |         |          |          |         |         |         |        |         |        |         |         |        |         |         |        |        | VAL 20  |         | 38  | 0   |
| 2019 | Moto2  | KTM      | QAT 21  | ARG 18  | AME 19  | SPA 19   | FRA 16   | ITA 20  | CAT 24  | NED 13  | DUI 24 | TSJ DNF | OOS 27 | GBR 26  | SMR 22  | ARA 25 | THA DNF | JPN DNF | AUS 24 | MAL 22 | VAL DNF |         | 29  | 3   |
| 2020 | MotoE  | Energica | SPA 4   | AND 6   | SMR 12  | EMI1 DNF | EMI2 15  | FRA1 10 | FRA2 11 |         |        |         |        |         |         |        |         |         |        |        |         |         | 11  | 39  |
| 2021 | MotoE  | Energica | SPA DNF | FRA 7   | CAT 8   | NED 5    | OOS 1    | SMR1 8  | SMR2 15 |         |        |         |        |         |         |        |         |         |        |        |         |         | 8   | 62  |
| 2022 | MotoE  | Energica | SPA1 10 | SPA2 12 | FRA1    | FRA2     | ITA1     | ITA2    | NED1    | NED2    | OOS1   | OOS2    | SMR1   | SMR2    |         |        |         |         |        |        |         |         | 19  | 10  |
| 2023 | Moto2  | Kalex    | POR DNS | ARG     | AME DNF | SPA 15   | FRA 11   | ITA DNF | DUI DNF | NED 16  | GBR 16 | OOS 10  | CAT 19 | SMR DNF | IND DNS | JPN    | INA 22  | AUS 20  | THA 23 | MAL 24 | QAT DNF | VAL DNF | 24  | 12  |
| 2024 | MotoE  | Ducati   | POR1 4  | POR2 6  | FRA1 11 | FRA2 6   | CAT1 DNF | CAT2 6  | ITA1 WD | ITA2 WD | NED1 7 | NED2 4  | DUI1 7 | DUI2 10 | OOS1 8  | OOS2 7 | SMR1 7  | SMR2 17 |        |        |         |         | 11  | 111 |